# Dány
Dány je vas na Madžarskem, ki upravno spada pod podregijo Gödöllői Županije Pešta.